# Northrop XP-79
Northrop XP-79 là một mẫu thiết kế máy bay tiêm kích kiểu cánh thân liền khối tham vọng, do hãng Northrop thiết kế và chế tạo. Nó có vài tính năng thiết kế đáng chú ý, phi công điều khiển máy bay trong tư thế nằm sấp, cho phép phi công chịu được lực g lớn hơn, và máy bay được hàn magnesi thay vì dùng đinh tán nhôm.

## Thiết kế và phát triển
Năm 1942, John K. Northrop hình thành ra mẫu máy bay tiêm kích cánh thân liền khối trang bị động cơ tên lửa vận tốc cao XP-79.
Tháng 1/1943, một hợp động chế tạo 3 mẫu thử có tên định danh XP-79 được ký với Không quân Lục quân Hoa Kỳ.
Để thử nghiệm mẫu thiết kế cấp tiến này, các mẫu thử tàu lượn đã được chế tạo. Một chiếc có tên định danh là MX-324 đã được một chiếc P-38 kéo lên bay thử vào ngày 5/7/1944, MX-324 là mẫu máy bay trang bị động cơ phản lực đầu tiên bay được của Hoa Kỳ.
Ban đầu, nó được lên kế hoạch sử dụng một động cơ tên lửa "rotojet" XCALR-2000A-1 có lực đẩy 2.000 lbf (9 kN) do hãng Aerojet cung cấp. XP-79 được chế tạo bằng cách sử dụng cấu trúc đơn thân hàn hợp kim magnesi (để bảo vệ phi công nếu máy bay bị hư hại khi chiến đấu), phần sau cánh có độ dày là ⅛ in (3 mm) và trước cánh có độ dày ¾ in (19 mm). Tuy nhiên, cấu hình động cơ tên lửa sử dụng các tên lửa nghiêng để điều khiển bơm tuabin không đạt yêu cầu và máy bay lại được trang bị 2 động cơ phản lực Westinghouse 19-B (J30). Điều này dẫn tới thay đổi tên định danh thành XP-79B. Sau thất bại của động cơ tên lửa, việc phát triển của 2 mẫu thử đầu tiên đã kết thúc.
Phi công điều khiển XP-79 qua một thanh tay lái và bánh lái gắn ở dưới, lối dẫn khí đặt ở đầu cánh.

## Thử nghiệm
XP-79B (sau những chậm trễ do nổ lốp và các vấn đề phanh khi thử nghiệm chạy đà ở hồ Muroc) đã bị mất trong chuyến bay đầu tiên vào ngày 12/9/1945. Trong khi thực hiện một vòng quay chậm, máy bay bị mất điều khiển không rõ lý do. Phần mũi rơi xuống và máy bay tiếp tục bị quay theo chiều dọc. Phi công thử nghiệm Harry Crosby cố gắng cứu máy bay nhưng đã thiệt mạng khi máy bay đâm xuống đất. Ngay sau đó đề án bị hủy bỏ.

## Tính năng kỹ chiến thuật (XP-79B)

### Đặc điểm riêng
- Tổ lái: 1
- Chiều dài: 14 ft 0 in (4,27 m)
- Sải cánh: 28 ft 0 in (8,54 m)
- Chiều cao: 7 ft 0 in (2,13 m)
- Diện tích cánh: 278 ft² (25,8 m²)
- Trọng lượng rỗng: 5.840 lb (2.650 kg)
- Trọng lượng có tải: 8.669 lb (3.932 kg)
- Động cơ: 2 động cơ phản lực Westinghouse 19B, lực đẩy 1.150 lbf (5,1 kN) mỗi chiếc

### Hiệu suất bay
- Vận tốc cực đại: 547 mph (880 km/h)
- Tầm bay: 993 mi (1.598 km)
- Trần bay: 40.000 ft (12.200 m)
- Vận tốc lên cao: 4.000 ft/ phút (1.220 m/phút)
- Lực nâng của cánh: 31 lb/ft² (153 kg/m²)
- Lực đẩy/trọng lượng: 0,27

### Vũ khí
- 4 súng máy.50-cal (12,7 mm)

### Máy bay có tính năng tương đương
- de Havilland DH 108
- Gloster Meteor
  - Gloster Meteor F8 "Prone Pilot"
- Horten Ho 229
- Messerschmitt Me 163
- Messerschmitt Me 262
- Northrop X-4 Bantam